# Eigil Reimers
Pour les articles homonymes, voir Reimers.
Eigil Reimers (né le 10 août 1904 à Aarhus et mort le 11 novembre 1976  à Sundby Sogn (da), une commune de la banlieue de Copenhague, est un acteur danois,.

## Filmographie
- 1926 : Det sovende hus
- 1933 : Med fuld musik
- 1933 : 5 raske piger (en) de A. W. Sandberg
- 1935 : Fange nr. 1
- 1935 : Kidnapped
- 1935 : Min kone er husar
- 1935 : Week-End'
- 1936 : Millionærdrengen
- 1936 : Snushanerne
- 1937 : En fuldendt gentleman
- 1938 : Champagnegaloppen
- 1939 : De tre, måske fire
- 1939 : I dag begynder livet
- 1940 : I de gode gamle dage
- 1940 : Sørensen og Rasmussen
- 1941 : Far skal giftes
- 1941 : Gå med mig hjem
- 1941 : Tror du jeg er født i går?
- 1942 : Afsporet
- 1943 : Alt for karrieren
- 1943 : Hans onsdagsveninde
- 1946 : Så mødes vi hos Tove
- 1947 : Sikken en nat
- 1949 : For frihed og ret
- 1950 : Café Paradis
- 1961 : Een blandt mange
- 1964 : Slottet
- 1969 : Tænk på et tal